# Campeonato mundial A de hockey patines masculino de 1960
El XIV Campeonato mundial de hockey sobre patines masculino se celebró en Madrid, España, entre el 7 de mayo y el 15 de mayo de 1960. 
En el torneo participaron las selecciones de 10 países incluidos en un único grupo.
El vencedor del torneo, disputado por el método de liguilla fue la selección de Portugal. La segunda plaza fue para la selección de España y la medalla de Bronce para la selección de Argentina.

## Equipos participantes
De las 10 selecciones nacionales participantes del torneo, 8 son de Europa, 1 de América y 1 de África.
|                       |
| Alemania Occidental   |
| Argentina             |
| Bélgica               |
| España                |
| Francia               |
| Inglaterra            |
| Italia                |
| Países Bajos          |
| Portugal              |
| República Árabe Unida |

## Torneo
| Equipo                | Pts | PJ | PG | PE | PP | GF | GC | DG  |
| --------------------- | --- | -- | -- | -- | -- | -- | -- | --- |
| Portugal              | 18  | 9  | 9  | 0  | 0  | 61 | 9  | +52 |
| España                | 16  | 9  | 8  | 0  | 1  | 56 | 8  | +48 |
| Argentina             | 13  | 9  | 6  | 1  | 2  | 34 | 24 | +10 |
| Italia                | 12  | 9  | 6  | 0  | 3  | 43 | 27 | +16 |
| Países Bajos          | 9   | 9  | 4  | 1  | 4  | 30 | 35 | -5  |
| Inglaterra            | 9   | 9  | 4  | 1  | 4  | 25 | 38 | -13 |
| Bélgica               | 6   | 9  | 3  | 0  | 6  | 17 | 30 | -13 |
| Alemania Occidental   | 4   | 9  | 2  | 0  | 7  | 26 | 36 | -10 |
| Francia               | 3   | 9  | 1  | 1  | 7  | 10 | 30 | -20 |
| República Árabe Unida | 0   | 9  | 0  | 0  | 9  | 8  | 73 | -65 |

- Resultados

| Fecha    | Partido               | Partido | Partido               | Resultado |
| -------- | --------------------- | ------- | --------------------- | --------- |
| 07.05.60 | Inglaterra            | -       | Bélgica               | 5-0       |
| 07.05.60 | España                | -       | Alemania Occidental   | 4-1       |
| 07.05.60 | Portugal              | -       | Italia                | 3-2       |
| 08.05.60 | Alemania Occidental   | -       | República Árabe Unida | 11-0      |
| 08.05.60 | Inglaterra            | -       | Países Bajos          | 3-3       |
| 08.05.60 | Italia                | -       | Argentina             | 3-4       |
| 08.05.60 | España                | -       | Francia               | 4-1       |
| 08.05.60 | Portugal              | -       | Bélgica               | 5-1       |
| 09.05.60 | Bélgica               | -       | Países Bajos          | 1-3       |
| 09.05.60 | Inglaterra            | -       | Alemania Occidental   | 5-1       |
| 09.05.60 | Portugal              | -       | República Árabe Unida | 14-0      |
| 09.05.60 | España                | -       | Argentina             | 3-1       |
| 09.05.60 | Italia                | -       | Francia               | 6-0       |
| 10.05.60 | Bélgica               | -       | Argentina             | 2-3       |
| 10.05.60 | Italia                | -       | República Árabe Unida | 7-2       |
| 10.05.60 | Alemania Occidental   | -       | Francia               | 5-3       |
| 10.05.60 | España                | -       | Inglaterra            | 13-0      |
| 10.05.60 | Portugal              | -       | Países Bajos          | 7-1       |
| 11.05.60 | Bélgica               | -       | Francia               | 2-0       |
| 11.05.60 | Inglaterra            | -       | República Árabe Unida | 5-2       |
| 11.05.60 | Portugal              | -       | Argentina             | 8-1       |
| 11.05.60 | España                | -       | Países Bajos          | 8-0       |
| 11.05.60 | Italia                | -       | Alemania Occidental   | 4-2       |
| 12.05.60 | Francia               | -       | República Árabe Unida | 3-1       |
| 12.05.60 | Inglaterra            | -       | Argentina             | 2-4       |
| 12.05.60 | Alemania Occidental   | -       | Países Bajos          | 1-5       |
| 12.05.60 | Portugal              | -       | Francia               | 3-0       |
| 12.05.60 | España                | -       | Italia                | 6-1       |
| 12.05.60 | Bélgica               | -       | República Árabe Unida | 3-0       |
| 13.05.60 | Argentina             | -       | Alemania Occidental   | 4-1       |
| 13.05.60 | Países Bajos          | -       | Francia               | 5-1       |
| 13.05.60 | Portugal              | -       | Inglaterra            | 10-0      |
| 13.05.60 | España                | -       | República Árabe Unida | 12-0      |
| 13.05.60 | Italia                | -       | Bélgica               | 8-4       |
| 14.05.60 | Países Bajos          | -       | Argentina             | 2-5       |
| 14.05.60 | Inglaterra            | -       | Francia               | 2-0       |
| 14.05.60 | Portugal              | -       | Alemania Occidental   | 8-3       |
| 14.05.60 | República Árabe Unida | -       | Argentina             | 1-10      |
| 14.05.60 | España                | -       | Bélgica               | 5-1       |
| 14.05.60 | Italia                | -       | Países Bajos          | 7-3       |
| 15.05.60 | Argentina             | -       | Francia               | 2-2       |
| 15.05.60 | Países Bajos          | -       | República Árabe Unida | 8-2       |
| 15.05.60 | Bélgica               | -       | Alemania Occidental   | 3-1       |
| 15.05.60 | Italia                | -       | Inglaterra            | 5-3       |
| 15.05.60 | Portugal              | -       | España                | 3-1       |

## Clasificación final
| 1. Portugal               |
| 2. España                 |
| 3. Argentina              |
| 4. Italia                 |
| 5. Países Bajos           |
| 6. Inglaterra             |
| 7. Bélgica                |
| 8. Alemania Occidental    |
| 9. Francia                |
| 10. República Árabe Unida |